# Villafría
Villafría és una parròquia del conceyu asturià de Pravia. Té una població de 76 habitants (INE Arxivat 2016-03-03 a Wayback Machine. 2011) i ocupa una extensió de 3,42 km². Es troba a una distància de 7 quilòmetres de la capital del concejo.

## Barris
- Recuevu
- Villafría
- Villamuñín